# Шохбікаї-Боло
Шохбіка́ї-Боло́ (тадж. Шоҳбикаи боло) — село у складі Хатлонської області Таджикистану. Входить до складу Туґарацького джамоату Восейського району.
Село розташоване на річці Кулобдар'я.
Назва села означає «Верхня Шохбіка», останнє в свою чергу означає «пані Шох».
Населення — 1541 особа (2010; 1520 в 2009).